# 普魯士內政部長
普魯士內政部始于普鲁士改革运动，终于纳粹党掌权，其历任內政部長列表如下：

## 列表
- 亞歷山大·馮·多納-施洛比滕伯爵 1808–1810
- 卡爾·奧古斯特·馮·哈登贝格伯爵 1810–1814
- 弗里德里希·馮·舒克曼伯爵 1814-1819
- 威廉·馮·洪堡男爵 1819
- 弗里德里希·馮·舒克曼伯爵 1819-1834
- 古斯塔夫·馮·布倫男爵 1834–1838
- 古斯塔夫·阿道夫·羅克斯·馮·羅喬 1838–1842
- 阿道夫·海因里希·馮·阿尼姆-博伊茨堡伯爵 1842–1845
- 恩斯特·馮·博德爾施溫格-維爾梅德 1845–1848
- 阿爾弗雷德·馮·奧爾斯瓦爾德 1848
- 弗里德里希·馮·庫爾維特 1848
- 弗朗茨·奧古斯特·艾希曼 1848
- 奧托·特奧多爾·馮·曼托費爾男爵 1848–1850
- 費迪南德·奧托·威廉·亨寧·馮·威斯特法倫 1850-1858（卡爾·馬克思的妹夫）
- 愛德華·馮·弗洛特韋爾 1858-1859
- 馬克西米利安·馮·什未林-普查爾伯爵 1859–1862
- 古斯塔夫·威廉·馮·賈戈 1862
- 弗里德里希·阿爾布雷希特·祖·歐倫堡伯爵 1862–1878
- 博托·租·歐倫堡伯爵 1878–1881
- 羅伯特·馮·普特卡默 1881–1888
- 路德維希·赫爾福特 1888-1892
- 博托·租·歐倫堡伯爵 1892-1894
- 恩斯特·馮·科勒 1894–1895
- 埃伯哈德·雷克·馮德霍斯特男爵 1895–1899
- 喬治·馮·萊茵巴本男爵 1899–1901
- 漢斯·馮·哈默斯坦-洛克斯滕男爵 1901–1905
- 特奧巴爾德·馮·貝特曼-霍爾韋格 1905–1907
- 弗里德里希·馮·莫爾奇 1907–1910
- 約翰·馮·達爾維茨 1910–1914
- 弗里德里希·威廉·馮·洛貝爾 1914–1917
- 比爾·德魯斯 1917-1918
- 保羅·赫希（SPD） 1918-1919
- 沃爾夫岡·海涅（SPD） 1919–1920
- 卡爾·塞弗林（SPD） 1920-1926
- 阿爾伯特·格熱辛斯基（SPD） 1926–1930
- 海因里希·瓦恩蒂格（SPD） 1930
- 卡爾·塞弗林（SPD） 1930-1932
- 弗朗茨·布拉赫特（无黨派） 1932–1933
- 赫爾曼·戈林（NSDAP） 1933–1934